# Фарбування за Романовським — Гімзою
Фарбування за Романовським — Гімзою (нім. Giemsasche Lösung für die Romanowsky Färbung) — цитологічний метод фарбування мікроорганізмів, клітинних структур і різних тканин, включаючи кров, для вивчення методом оптичної мікроскопії. Запропоновано в 1904 році Густавом Гімзою. Гімза назвав барвник «Розчином Гімзи для забарвлення за Романовським». Забарвлює ацидофільні утворення в різні відтінки червоного кольору, базофільні — в кольори від пурпурового до синього.

## Історія методу
Пріоритет використання фарби з метиленового синього й еозину для дослідження препаратів крові і паразитів крові належить Чеславу Івановичу Хенцинському — військовому лікарю і прозектору Одеської міської лікарні, який у 1889 році застосував для фарбування мазків крові та кров'яних паразитів метиленовий синій у поєднанні з еозином. Хенцинській спочатку використовував послідовне подвійне забарвлення насиченим водним розчином метиленового синього, розведеним наполовину дистильованою водою, і спиртовим розчином еозину (0,5 г еозину, 60 г етанолу і 40 г води). Згодом він став використовувати суміш рівних обсягів цих розчинів, фарбування наступало через 4—5 хв. У результаті виходило двоколірне забарвлення: еритроцити забарвлювалися в рожевий колір, малярійні плазмодії — у блакитний колір і були чітко видні на тлі еритроцитів. Також у блакитний колір зафарбовувалися ядра лейкоцитів.
Однак, двоколірне забарвлення не дозволяло виявляти особливості будови малярійних плазмодіїв, зокрема, не виявлялося ядро цього найпростішого, недостатньо добре виявлялися й особливості морфології клітин крові. Це спонукало Д. Л. Романовського модернізувати методику. Він частково змінив ситуацію, але іноді результати фарбування були нестійкі та непевні. Це змусило Гімзу експериментувати, допоки він не добився сталого результату в 1902 році знайшовши як необхідний стабілізатор гліцерин.

## Методика виготовлення фарбника
Фарбувальну суміш Романовського — Гімзи у вигляді порошку (нині це комерційний барвник) розчиняють у суміші рівних обсягів метилового спирту (метанолу) і гліцерину (0,8 г барвника на 100 мл розчинника). Барвник розчиняється погано, тому його розтирають із розчинником у кількості 0,3 г на 100 мл, а потім, помішуючи, додають барвник до отримання потрібної концентрації. Приготування барвника часто займає кілька днів. Важливо як розчинники використовувати хімічно чисті метиловий спирт і гліцерин, оскільки домішки погіршують властивості барвника. Замість метилового спирту можна застосовувати й 100%-й етиловий спирт. Приготовану фарбувальну суміш зберігають у сухому прохолодному місці в щільно закритій посудині.
Гімза запропонував свого часу стійку фарбувальну суміш:
- Азур 1 — 3,772 г
- Еозин — 2,165 г
- Метиленовий синій — 1,563 г
- Метанол — 750,0 мл
- Гліцерин — 256,0 мл

## Методика забарвлення

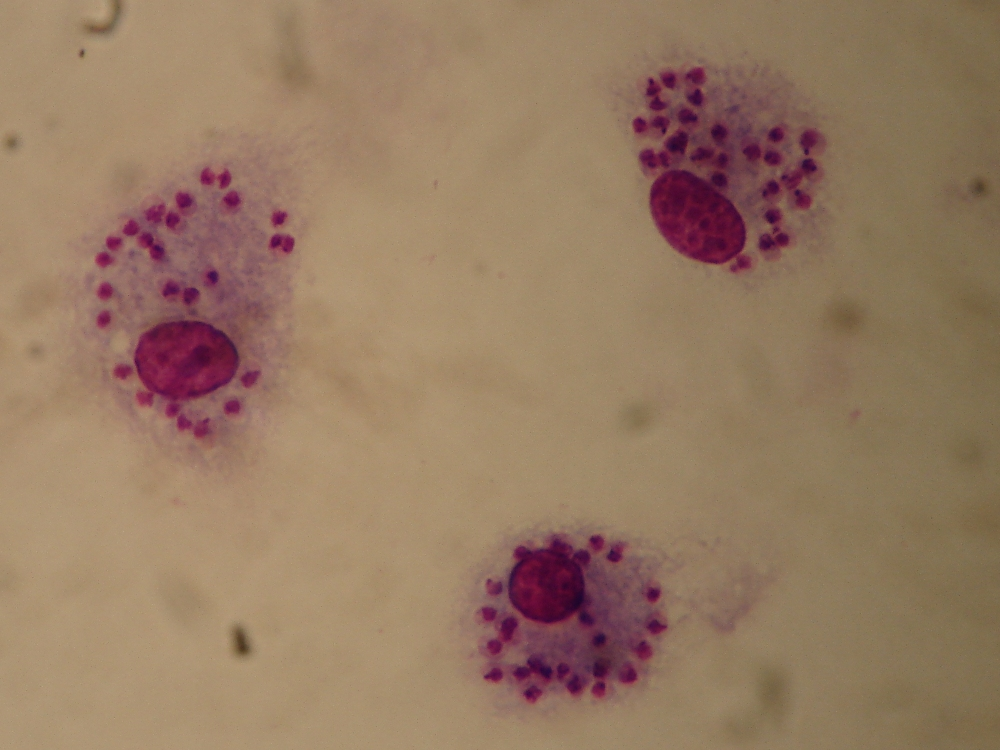
Амастиготи Leishmania tropica, які розташовані в макрофагах. Збільшення в 100 разів, фарбування за Романовським — Гімзою

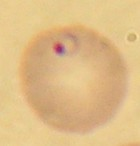
Збудник тропічної малярії Plasmodium falciparum всередині еритроцита в стадії персня. Фарбування за Романовським — Гімзою

Мазки, фіксовані в метанолі, фарбують розчином (1 мл готової рідкої фарби Романовського — Гімзи + 2 мл основного буферного розчину + 47 мл дистильованої води) впродовж 40—120 хвилин. Тривалість фарбування підбирають емпірично. Користуються фосфатним буфером, але pH буфера залежить від виду мазка: для мазка кісткового мозку — 5,8—6,0, для мазка крові — 6,4—6,5, для виявлення найпростіших — 6,8, малярійних плазмодіїв — 7,0—7,2. Обполіскують у дистильованій воді, висушують і досліджують при імерсії.

## Результати застосування методики при фарбуванні мікроорганізмів

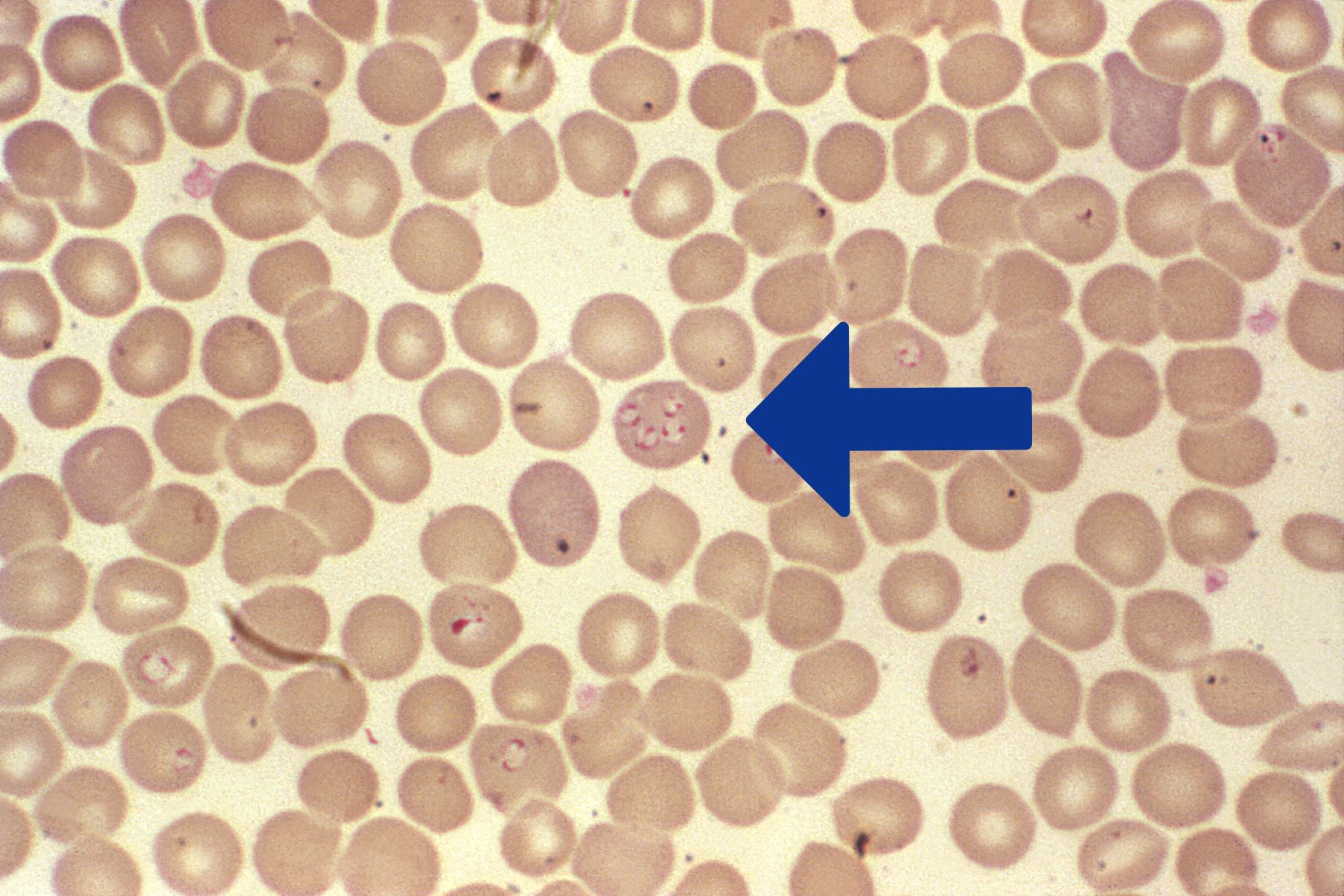
Збудники бабезіозу в препараті крові при фарбуванні за Романовським — Гімзою.

Бактерії фарбуються у фіолетово-червоне забарвлення, цитоплазма клітин — у блакитний колір, ядра — в червоний. При фарбуванні найпростіших їхня цитоплазма набуває блакитного кольору, а ядра — червоно-фіолетового забарвлення.

## Результати фарбування формених елементів крові
- цитоплазма лімфоцитів забарвлюється в синьо-блакитний відтінок, а їхні ядра — в кольори від інтенсивно пурпурного до фіолетового;
- цитоплазма моноцитів забарвлюється в мутний блакитно-сірий відтінок, тоді як їхні ядра — у світліший пурпурно-червоний, є ніжна азурофільна зернистість;
- гранули базофілів фарбуються інтенсивно синьо-фіолетово;
- гранули еозинофілів фарбуються оранжево-рожево;
- гранули нейтрофілів фарбуються в кольори від пурпурного до фіолетового;
- ядра лейкоцитів фіолетово-червоного забарвлення з добре видимою структурою хроматину; добре виділяються ядерця;
- грануломери тромбоцитів фарбуються в червоний колір, тоді як гіаломери — у блакитний;
- гемоглобін забарвлюється рожево.

## Результат фарбування хромосом
Хромосоми забарвлюються рівномірно фарбником. Якщо був вплив на хромосоми трипсином, то вони демонструють ділянки різного кольору (хромосомні смуги).